# Coleomegilla cubensis
Coleomegilla cubensis är en skalbaggsart som först beskrevs av Thomas Casey 1908.  Coleomegilla cubensis ingår i släktet Coleomegilla och familjen nyckelpigor. Inga underarter finns listade i Catalogue of Life.